# John Campbell, 9.º Duque de Argyll
John George Edward Henry Douglas Sutherland Campbell, 9.º Duque de Argyll KG KT GCMG GCVO VD PC (Londres, 6 de agosto de 1845 – Cowes, 2 de maio de 1914), geralmente mais conhecido por seu título de cortesia Marquês de Lorne, que manteve entre 1847 e 1900, foi um aristocrata e político britânico que serviu como o 4º Governador-Geral do Canadá entre 1878 e 1883. Ele se casou em 1871 com a princesa Luísa do Reino Unido, filha da rainha Vitória e do príncipe Alberto de Saxe-Coburgo-Gota, se tornando o primeiro súdito britânico a se casar com um membro da realeza desde 1515.

## Início de vida e carreira

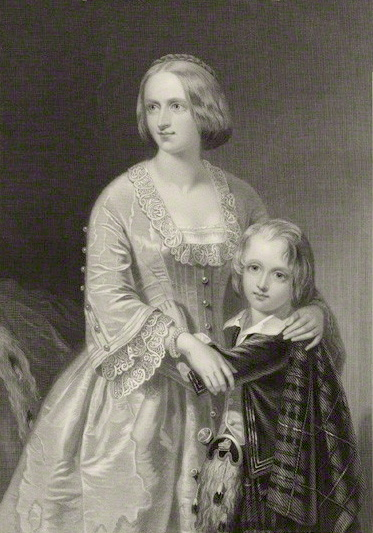
John com sua mãe Elizabeth Campbell, Duquesa de Argyll

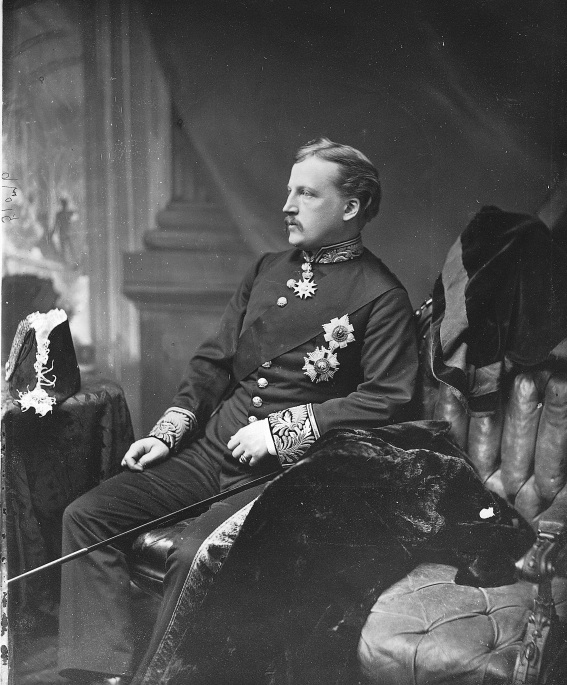
John Campbell quando Governador-Geral do Canadá em 1879

Nascido em Londres, Campbell era o primogênito de George, Marquês de Lorne e de Lady Elizabeth Georgiana Sutherland-Leveson-Gower, filha do 2.º Duque de Sutherland. Ele recebeu o título de Conde de Campbell desde o nascimento. Em 1847, quando tinha apenas vinte e um meses, seu pai sucedeu como 8º Duque de Argyll, e Campbell assumiu o título de cortesia de Marquês de Lorne. Ele foi educado na Academia de Edimburgo, Eton College, St. Andrews e Trinity College, Cambridge, assim como na Royal College of Art.
Dez anos antes de ir para o Canadá, Lorne viajou pela América do Norte e Central, escrevendo literatura e poesia na viagem. No Reino Unido, ele representou, desde 1868, o círculo eleitoral de Argyllshire como membro liberal do Parlamento na Câmara dos Comuns.
Lorne se casou com a quarta filha da rainha Vitória, a princesa Luísa do Reino Unido, em 28 de março de 1861. Foi a primeira vez que uma princesa se casou com um súdito desde 1515. O casal compartilhava um amor comum pelas artes, mas eles viviam separados e nunca tiveram filhos. Além disso, Lorne mantinha uma amizade íntima com homens que, segundo rumores, tinham inclinações homossexuais, o que levantou questões sobre o casamento de Lorne e levantou rumores em torno de Londres de que Campbell era bissexual, mas amplamente predisposto à homossexualidade.

## Governador-geral do Canadá

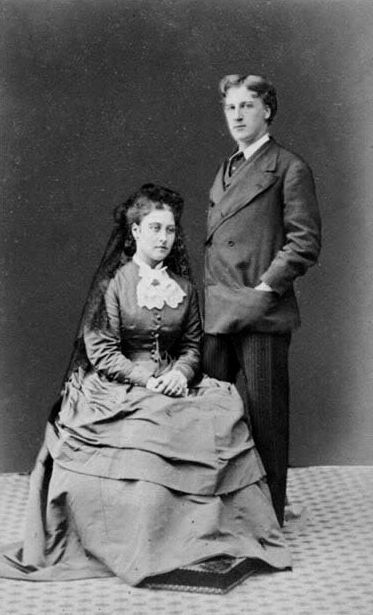
Luísa e Lorde Lorne

Quando a nomeação de Lorde Lorne foi anunciada, houve um grande entusiasmo em todo o Canadá. Pela primeira vez, Rideau Hall teria um residente real. O primeiro-ministro canadense relaxou sua agenda de campanha para se preparar para sua chegada e organizar uma carruagem especial e um corpo de guardas para proteger a princesa. Um autor escreveu em 1880 que a nomeação foi recebida com satisfação em todas as partes do domínio, e o novo governador-geral inicia seu mandato com o coração do povo fortemente predisposto a seu favor.
Durante o mandato de Lorne, a recessão sofrida pela economia canadense terminou e Sir John A. Macdonald foi reeleito como primeiro-ministro. O Canadá experimentava uma renovação de otimismo e a recuperação do nacionalismo.
Aos trinta e três anos, Lorde Lorne era o mais jovem governador-geral do Canadá, mas maduro para lidar com as demandas de seu cargo. Ele e a princesa Luísa fizeram grandes contribuições para a sociedade canadense, especialmente nas artes e ciências. Eles foram entusiastas da criação da Real Sociedade do Canadá, da Real Academia Canadense de Artes, e da Galeria Nacional do Canadá, participando até da seleção das primeiras pinturas. Lorne também esteve envolvido na implementação da Canadian Pacific Railway e outros projetos, como um hospital na Colúmbia Britânica. Além de atuar como patrono das artes e da literatura no Canadá, Lorne foi autor de muitos livros de prosa e poesia. Seus escritos mostram uma profunda apreciação pela beleza física do Canadá.
Durante seu governo, Lorne ficou profundamente interessado no Canadá e nos canadenses. Ele viajou por todo o país promovendo a criação de várias instituições, reunindo-se com membros das Primeiras Nações do Canadá.

## Últimos anos
A princesa Luísa retornou à Inglaterra em 1881, e Lorde Lorne dois anos depois, em 1883. Lorne foi governador e condestável do Castelo de Windsor de 1892 a 1914, e o cargo de deputado pelo Manchester South de 1895 até a morte de seu pai em 24 de abril de 1900, quando o sucedeu como o nono duque de Argyll. Ele e a princesa Luísa viveram no palácio de Kensington até sua morte por pneumonia em 1914.
Um de seus amigos íntimos era Frank Shackelton (irmão do explorador Sir Ernest Shackleton), o principal suspeito de roubar as jóias da coroa irlandesa. O roubo, que ocorreu no Castelo de Dublin em 1907, ainda não foi esclarecido.

## Honras
- KG: Cavaleiro da Ordem da Jarreteira
- KT: Cavaleiro da Ordem do Cardo-selvagem
- GCMG: Cavaleiro Grã-Cruz da Ordem de São Miguel e São Jorge
- GCVO: Cavaleiro Grã-Cruz da Real Ordem Vitoriana, 2 de fevereiro de 1901[8]
- LL.D. (honorário), Universidade de Cambridge, maio de 1902

#### Nomeações militares honorárias
- Coronel honorário do 1st Argyll and Bute Artillery Volunteers, 18 de julho de 1900[9][10]
- Coronel honorário do Princess Louise's (Sutherland and Argyll Highlanders), 20 de setembro de 1902[11]